# طیف‌سنجی پراش انرژی پرتو ایکس

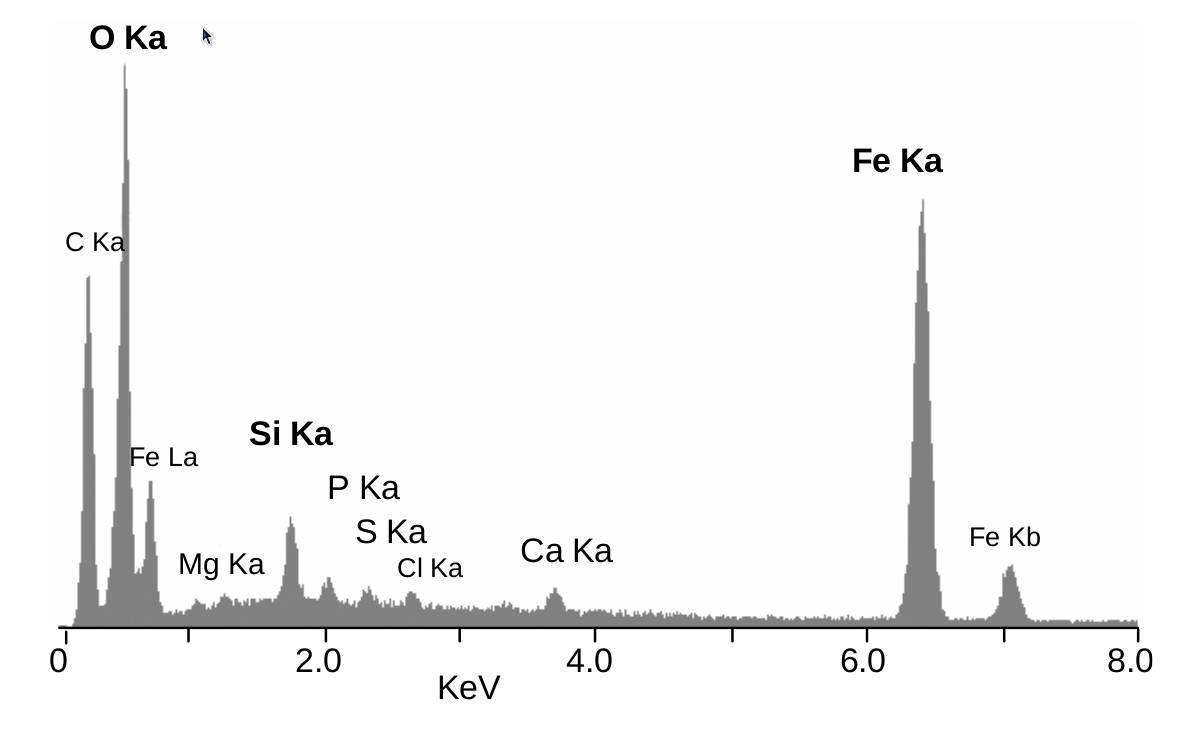
طیف پراش انرژی پرتو ایکس از پوستهٔ میگویRimicaris exoculataا

طیف سنجی پراش انرژی پرتو ایکس (EDS یا EDX) یک روش تحلیلی است که برای تجزیه و تحلیل ساختاری، یا خصوصیات شیمیایی یک نمونه به کار می‌رود. این روش به بررسی بر هم کنش، بین یک منبع برانگیختگی پرتو ایکس و یک نمونه، متکی است. قابلیت‌های توصیفی این روش به طور کلی بر اساس این اصل کلی است که هر عنصر دارای یک ساختار اتمی منحصربه‌فرد است که مجموعهٔ منحصربه‌فردی از قله‌ها (peaks) را در طیف پرتو ایکس آن ممکن می‌سازد.
برای برانگیختن انتشار پرتو ایکسِ مشخصه از یک نمونه، یک دسته پرتوی پر انرژی از ذرات باردار مانند الکترون یا پروتون، یا یک دسته پرتو ایکس به نمونهٔ در حال مطالعه متمرکز می‌شود. یک اتم در درون نمونهٔ در حالت استراحت، شامل الکترونهای حالت پایه (یا برانگیخته نشده) در سطوح گسستهٔ انرژی یا لایه‌های الکترون متصل به هسته است. پرتو اعمال شده ممکن است یک الکترون در پوستهٔ درونی را تحریک کند و آن را از پوسته خارج سازد، در حالی که باعث ایجاد یک حفره الکترونی در مکان پیشین الکترون می‌شود. سپس یک الکترون با انرژی بالاتر از یک لایهٔ بیرونی، حفره را پر می‌کند و تفاوت انرژی بین لایهٔ پر انرژی و لایهٔ کم انرژی می‌تواند به شکل پرتو ایکس آزاد شود. تعداد و انرژی پرتوهای ایکس ساطع شده از یک نمونه را می‌توان به کمک یک طیف سنج پراش انرژی اندازه‌گیری کرد. از آنجا که انرژی پرتوهای ایکس بیانگر اختلاف انرژی بین دو لایه و همچنین ساختار اتمی عنصری است که از آن ساطع شده‌اند، و امکان اندازه‌گیری ترکیب عناصر نمونه را می‌دهد.

## اندازه‌گیری پرتو ایکس
تجهیزات این روش، انرژی و تعداد پرتوهای ایکس ساطع شده را می‌سنجد.

## تجهیزات
چهار عضو اصلی مجموعهٔ ای دی اس عبارتند از:
1. منبع برانگیختگی (دسته الکترون یا دسته پرتو ایکس)
2. آشکارساز پرتو ایکس
3. پردازندهٔ پالس
4. تحلیل‌گر[۳]

برانگیزش پرتو الکترون در میکروسکوپ الکترونی، میکروسکوپ الکترونی روبشی (SEM) و میکروسکوپ‌های اسکن انتقال الکترونی (STEM) به کار می‌رود. برانگیزش پرتو ایکس در طیف‌سنج‌های فلوئورسانس پرتو ایکس (XRF) مورد استفاده قرار می‌گیرد. یک آشکارساز برای تبدیل انرژی پرتو ایکس به سیگنال‌های ولتاژ استفاده می‌شود؛ این اطلاعات به پردازنده پالس فرستاده می‌شود که سیگنال‌ها را اندازه‌گیری می‌کند و آن‌ها را برای تحلیل و نمایش داده‌ها به تحلیل‌گر انتقال می‌دهد. رایج‌ترین نوع آشکارساز در حال حاضر آشکارساز سیلیسیم(لیتیم) می‌باشد که با نیتروژن مایع به دمای بسیار پایین سرد شده است؛ هرچند سیستم‌های جدیدتر معمولاً با آشکارسازهای سیلیکونی رانشی (SDD) با سیستم خنک‌کننده پلتیر (Peltier) تجهیز شده است.